# Аданеро
Аданеро (ісп. Adanero) — муніципалітет в Іспанії, у складі автономної спільноти Кастилія-і-Леон, у провінції Авіла. Населення — 283 особи (2010).
Муніципалітет розташований на відстані близько 95 км на північний захід від Мадрида, 33 км на північ від Авіли.
На території муніципалітету розташовані такі населені пункти: (дані про населення за 2010 рік)
- Аданеро: 283 особи
- Ла-Естасьйон: 0 осіб

## Демографія
Динаміка населення (INE ):

## Галерея зображень

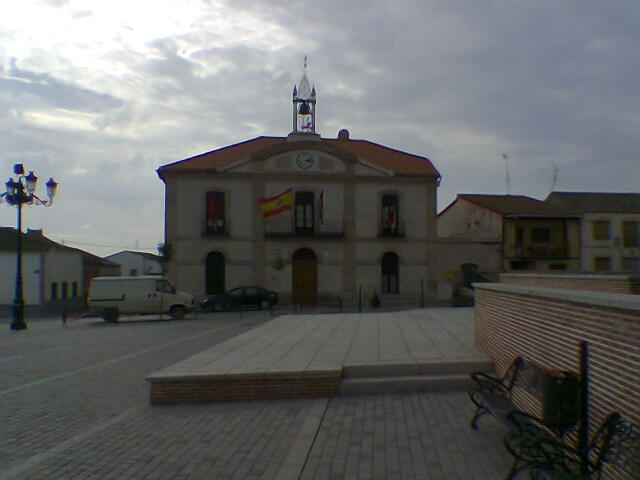
Муніципальна рада